# Skovshoved Sogn
Skovshoved Sogn er et sogn i Gentofte Provsti (Helsingør Stift). Sognet ligger i Gentofte Kommune (Region Hovedstaden). Indtil Kommunalreformen i 2007 lå det i Gentofte Kommune (Københavns Amt), og indtil Kommunalreformen i 1970 lå det i Sokkelund Herred (Københavns Amt). I Skovshoved Sogn ligger Skovshoved Kirke.
I Skovshoved Sogn findes flg. autoriserede stednavne:
- Hvidøre (areal, bebyggelse)
- Klampenborg (bebyggelse, ejerlav)
- Langager Huse (bebyggelse)
- Skovshoved (bebyggelse, ejerlav)
- Vesterby (bebyggelse)

Skovshoved Sogn blev udskilt 1915 af Ordrup Sogn.

## Befolkning
Indbyggertal ifølge folketællingerne:
| År   | Indbyggere |
| ---- | ---------- |
| 1950 | 9.638      |
| 1955 | 9.284      |
| 1960 | 9.305      |
| 1965 | 9.035      |
| 1970 | 8.152      |
| 1976 | 7.344      |
| 1981 | 7.049      |